# ريتشارد توماس شي
ريتشارد توماس شي (بالإنجليزية: Richard Thomas Shea)‏ هو عسكري أمريكي، ولد في 3 يناير 1927 في بورتسموث في الولايات المتحدة، وتوفي في 8 يوليو 1953 في Yeoncheon County ‏ في كوريا الجنوبية.